# Lilleakerbanen
Lilleakerbanen er en del af Oslos sporveje, der går mellem Skøyen og Bekkestua Station. Lilleakerbanen betjenes af linje 13, der går mellem Grefsen og Bekkestua Stationer.

## Historie
Sporvejen til Lilleaker åbnede i 1919 og blev til at begynde med trafikeret af toakslede sporvogne, der blev moderniseret ved åbningen. Sporvejen tilhørte Kristiania Elektriske Sporvei (KES, Blåtrikken).
I 1924 benyttede Oslo kommune sin ret til at indløse sporvejsselskaberne Kristiania Elektriske Sporvei (Blåtrikken) og Kristiania Sporveisselskab (Grønntrikken) og dannede Kristiania Sporveier, der året etter skiftede navn til Oslo Sporveier. Lilleakerbanen blev dog holdt uden for fusionen. I stedet blev KES omdannet til Bærumsbanen, der i 1924 forlængede sporvejen ind i Bærum i to etaper, først til Bekkestua og derefter til Avløs, hvor der blev bygget remise og værksted. I 1930 blev den forlænget som enkeltsporet til Kolsås. Den blev udbygget til dobbeltspor mellem Avløs og Valler i løbet af 1930’erne, mens stykket mellem Valler og Kolsås stod færdig i 1941. I 1942 åbnedes en forbindelse mellem Jar og Sørbyhaugen på Røabanen. Strækningen fra Sørbyhaugen via Jar til Kolsås blev herefter drevet som forstadsbanen Kolsåsbanen, mens sporvognene på Lilleakerbanen fik ny endestation i Jar.
1. juli 2006 gik en langvarig ombygning af Kolsåsbanen i gang, der umiddelbart betød at driften på næsten hele banen måtte erstattes af busser. Strækningen mellem Jar og Bekkestua kunne imidlertid stadig betjenes af sporvogne, hvilket benyttedes til at forlænge sporvejslinje 13 til Bekkestua fra 20. august 2007 til 15. februar 2009. Derefter blev det imidlertid nødvendigt at afkorte sporvejsdriften til Lilleaker. Fra 1. december 2010 kunne der imidlertid atter køres til Jar og fra 19. januar 2014 videre til Bekkestua. 